# BGL Luxembourg Open 2017
BGL BNP Paribas Luxembourg Open 2017 — жіночий тенісний турнір, що проходив на закритих кортах з твердим покриттям, спонсором якого був BNP Paribas. Це був 22-й за ліком BGL Luxembourg Open, що проходив у рамках Турніри WTA International category в рамках Туру WTA 2017. Відбувся в Люксембургу (Люксембург). Тривав з 16 до 21 жовтня 2017 року.

## Очки і призові

### Нарахування очок
| Дисципліна       | П   | Ф   | ПФ  | ЧФ | 1/8 | 1/16 | Q   | Q3  | Q2  | Q1  |
| Одиночний розряд | 280 | 180 | 110 | 60 | 30  | 1    | 18  | 14  | 10  | 1   |
| Парний розряд    | 280 | 180 | 110 | 60 | 1   | Н/Д  | Н/Д | Н/Д | Н/Д | Н/Д |

### Призові гроші
| Дисципліна       | П       | Ф       | ПФ     | ЧФ     | 1/8    | 1/161  | Q3   | Q2   | Q1   |
| Одиночний розряд | €34,677 | €17,258 | €9,113 | €4,758 | €2,669 | €1,552 | €810 | €589 | €427 |
| Парний розряд *  | €9,919  | €5,161  | €2,770 | €1,468 | €774   | Н/Д    | Н/Д  | Н/Д  | Н/Д  |

1 Кваліфаєри отримують і призові гроші 1/16 фіналу

* на пару

## Учасниці основної сітки в одиночному розряді

### Сіяні
| Країна     | Гравчиня           | Рейтинг1 | Сіяна |
| ---------- | ------------------ | -------- | ----- |
| Німеччина  | Анджелік Кербер    | 12       | 1     |
| Нідерланди | Кікі Бертенс       | 30       | 2     |
| Естонія    | Анетт Контавейт    | 35       | 3     |
| Румунія    | Сорана Кирстя      | 37       | 4     |
| Бельгія    | Елісе Мертенс      | 38       | 5     |
| Німеччина  | Татьяна Марія      | 52       | 6     |
| Бразилія   | Беатріс Аддад Майя | 58       | 7     |
| США        | Варвара Лепченко   | 60       | 8     |

- Рейтинг станом на 9 жовтня 2017

### Інші учасниці
Нижче наведено учасниць, які отримали вайлдкард на участь в основній сітці:
- Анджелік Кербер
- Сабіне Лісіцкі
- Андреа Петкович

Учасниці, що потрапили до основної сітки як особливий виняток:
- Міхаела Бузернеску

Учасниці, що потрапили в основну сітку завдяки захищеному рейтингу:
- Айла Томлянович

Нижче наведено гравчинь, які пробились в основну сітку через стадію кваліфікації:
- Яна Фетт
- Полін Пармантьє
- Алісон ван Ейтванк
- Яніна Вікмаєр

Як щасливий лузер в основну сітку потрапили такі гравчині:
- Наомі Броді

### Знялись з турніру
До початку турніру
- Осеан Доден → її замінила  Петра Мартич
- Каміла Джорджі → її замінила  Наомі Броді
- Магда Лінетт → її замінила  Яна Чепелова
- Луціє Шафарова → її замінила  Медісон Бренгл
- Барбора Стрицова → її замінила  Євгенія Родіна
- Роберта Вінчі → її замінила  Ежені Бушар
- Маркета Вондроушова → її замінила  Сара Соррібес Тормо

### Завершили кар'єру
- Сорана Кирстя
- Андреа Петкович

## Учасниці основної сітки в парному розряді

### Сіяні
| Країна     | Гравчиня         | Країна     | Гравчиня       | Рейтинг1 | Сіяна |
| ---------- | ---------------- | ---------- | -------------- | -------- | ----- |
| Нідерланди | Кікі Бертенс     | Швеція     | Юганна Ларссон | 49       | 1     |
| Японія     | Аояма Сюко       | КНР        | Ян Чжаосюань   | 59       | 2     |
| Бельгія    | Елісе Мертенс    | Нідерланди | Демі Схюрс     | 79       | 3     |
| Швейцарія  | Вікторія Голубич | Хорватія   | Дарія Юрак     | 115      | 4     |

- 1 Рейтинг подано станом на 9 жовтня 2017

### Інші учасниці
Нижче наведено пари, які отримали вайлдкард на участь в основній сітці:
- Анна-Лена Фрідзам /  Антонія Лоттнер

### Відмовились від участі
До початку турніру
- Лара Арруабаррена
- Кікі Бертенс

## Переможниці

### Одиночний розряд
- Каріна Віттгефт —  Моніка Пуїг, 6–3, 7–5

### Парний розряд
- Леслі Керкгове /  Лідія Морозова —  Ежені Бушар /  Кірстен Фліпкенс, 6–7(4–7), 6–4, [10–6]